# Timestretch
En timestretch är ett ljudbearbetningsverktyg inom ljudtekniken som kan ändra hastigheten på en ljudsignal utan att påverka tonhöjden. Verktyget beräknar nya tider på "samplingen" av ljudet och omarbetar det.
Från att mest ha använts inom elektronisk musik och musikremixning för att ändra hastigheten på ljudsamplingar är det nu ett vanligt verktyg inom produktion av musik inom många olika musikgenrer. 
Timestretch-verktygen har också gått från att vara exklusiva till att vara tillgängliga för alla. Som exempel kan nämnas att ljud- och videoobjekten i vissa moderna webbläsare stöder timestretch i realtid i med hjälp av parametern "playbackRate" i HTML5. 